# Рене Креспен дю Бек
Рене Креспен дю Бек (фр. Renée Crespin du Bec, ум. 2 сентября 1659, Перигё) — графиня де Гебриан, жена маршала Франции Жана-Батиста де Гебриана, первая в истории Франции женщина-посол.

## Происхождение и характер
Дочь Рене I Креспен дю Бека, маркиза де Варда, и Элен д'О.
Происходила из старинного дома де Креспен, одной из первых семей Нормандии; по материнской линии была в родстве с маркизами Салуццо, а её двоюродным дядей был герой обороны Родоса Филипп де Вилье де Лиль-Адан.
По словам виконта де Ноайя, характер имела амбициозный до крайности, гордый, честолюбивый, твердый, отличалась умом, изворотливостью и любовью к интригам. По утверждению Альбера Вандаля, «амбиции были её единственной страстью, и политика была их частью». Представляла собой довольно редкий для XVII века тип женщины, за которой современники признавали достоинства государственного деятеля (femme d'état).
Красотой не отличалась, но, по общему мнению историков, её резкие и властные черты лица также свидетельствовали об упорстве и способности командовать.

## Маршальша де Гебриан
Будучи недовольна женихом, которого ей выбрала семья, и которого она считала посредственностью, настояла на расторжении помолвки и выбрала в мужья молодого небогатого офицера Жана-Батиста де Гебриана, угадав в нем потенциал военного лидера.
Её приданое составляло 72 тыс. ливров, и отец пообещал в будущем добавить еще 30 тыс. Для высокородной знати это не было значительной суммой. Свадьба состоялась 21 марта 1632 в присутствии нескольких знатных особ, в том числе герцогов де Лонгвиля и де Реца.
Поскольку Гебриан с 1635 года, в основном, находился на различных фронтах Тридцатилетней войны, 18 февраля 1638 он официально поручил жене вести все дела во Франции, представлять его интересы при дворе, поддерживать контакты с министрами и обеспечивать поступление денежных средств в войска. После того, как он стал командующим армией и маршалом, его жену стали называть «маршальшей де Гебриан» (la maréchale de Guébriant), что, по мнению первого биографа Гебриана Ле Лабурёра, не было пустым титулом, так как пока её муж воевал, Рене добивалась у правительства выделения денег и посылки подкреплений в его армию, и, таким образом, с полным основанием считалась соавтором его побед.

## Смерть Гебриана. Наследство
Поскольку своих детей у них не было, графиня занималась воспитанием племянников и племянниц, дочерей Ива Бюда, барона де Сасе, умершего в 1631. Раннюю смерть мужа он перенесла с твердостью. В первое время ей пришлось столкнуться с финансовыми претензиями алчных родственников мужа: несмотря на то, что Гебриан, будучи человеком прямым и честным слугой короля, брезговал финансовыми махинациями, и оставил довольно скромное наследство, он располагал некоторыми средствами, пожалованными королём. Особенное недовольство вдовы и возмущение современников вызвала абсурдная попытка родственников отсудить 100 тыс. ливров, которые король обещал маршалу, как его долю от выкупа за имперских генералов Мерси, Ламбуа и Ладрона, взятых Гебрианом в плен в битве при Кемпене, и выплаты которых Рене с трудом добилась от казны.

## Посольство в Варшаву
В 1645 году Мазарини и Анна Австрийская дали Рене ответственное дипломатическое поручение: сопровождать в Польшу принцессу Марию де Гонзага, на которой король Владислав IV женился по доверенности, и проследить за исполнением польским двором условий соглашения с Францией. Кардинал рассчитывал посредством брака оторвать Польшу от союза с императором, и на графиню де Гебриан была возложена деликатная миссия обеспечить принцессе хороший прием и помочь ей добиться влияния на своего мужа.
Рене снабдили значительными средствами, и назначили официальным главой дипломатической миссии в ранге чрезвычайного посла (в женском роде — ambassadrice extraordinaire), что давало ей право занимать положение сразу после коронованных особ. Помощником и коадъютором был назначен епископ Оранжский.
Соответствующие инструкции были даны министерством иностранных дел 29 декабря 1645 года, и графиня нагнала принцессу, выехавшую из Парижа ещё 27 ноября, в Перонне.
Через Испанские Нидерланды, Голландию и немецкие земли посольство прибыло в Данциг, где произвело такой фурор, что курфюрст Бранденбургский Фридрих-Вильгельм специально приехал инкогнито, чтобы посмотреть на французов, забравшихся так далеко на север.
В Варшаве графине де Гебриан, помимо прочего, пришлось настаивать на скорейшей консуммации брака, так как король Владислав не отличался крепким здоровьем, и ходили слухи о его импотенции. Переговоры с самим королём также были связаны с некоторыми затруднениями, так как Владислав хорошо говорил только на итальянском, поэтому в качестве переводчика была привлечена племянница графини юная Анна де Гебриан.
Миссия завершилась полным успехом, Мария де Гонзага заняла прочное положение при польском дворе, не поколебавшееся даже после скорой смерти мужа. 8 апреля 1646 года Рене отправила депешу Мазарини с сообщением об удачном завершении посольства, и 10-го миссия отбыла из Варшавы. Обратный путь проходил через австрийские земли, Венецию, Северную Италию и морем из Генуи в Марсель.
Мадмуазель Анна де Гебриан, которую маршальша любила как родную дочь, тяжело заболела в дороге, и скончалась вскоре после возвращения в Париж.

## Брайзахское дело
Менее удачную миссию Мазарини графиня выполняла во времена Фронды. В 1650 году кардинал направил на смену коменданту крепости Брайзах Шарлевуа зятя государственного секретаря по военным делам Мишеля Ле Телье маркиза де Тайяде. Пользуясь затруднениями правительства, Шарлевуа отказался сложить полномочия и заперся в крепости. Его действия граничили с мятежом, а наместник Эльзаса и Филиппсбурга граф д’Аркур, сам желавший получить командование в Брайзахе, занял в конфликте нейтральную позицию, не желая помогать Мазарини.
Графиня де Гебриан нашла способ выманить мятежного коменданта из крепости, использовав его сластолюбие. Регулярно прогуливаясь под стенами замка в компании симпатичной спутницы, она привлекла внимание Шарлевуа. Однажды он явился на свидание с незнакомкой, и был тотчас же схвачен сидевшими в засаде солдатами.
Пленника препроводили к графу д’Аркуру в Филиппсбург, что оказалось ошибкой, так как губернатор Эльзаса вступил в сговор с Шарлевуа, которому пообещал свободу в обмен на передачу цитадели. д’Аркур отпустил изменника и снабдил его деньгами, и Шарлевуа снова укрепился в Брайзахе, мятежный гарнизон которого оставался на его стороне. Вскоре д’Аркур вступил в открытый конфликт с Мазарини, начав военные действия в Эльзасе.
Последнее назначение графиня де Гебриан получила в 1659 году, когда подходили к завершению переговоры о заключении Пиренейского мира между Испанией и Францией. По этому соглашению инфанта Мария Терезия становилась женой Людовика XIV, а Рене де Креспен была назначена её первой фрейлиной. Она выехала из Парижа в направлении испанской границы, но по дороге умерла в Перигё.